# Палевий міст

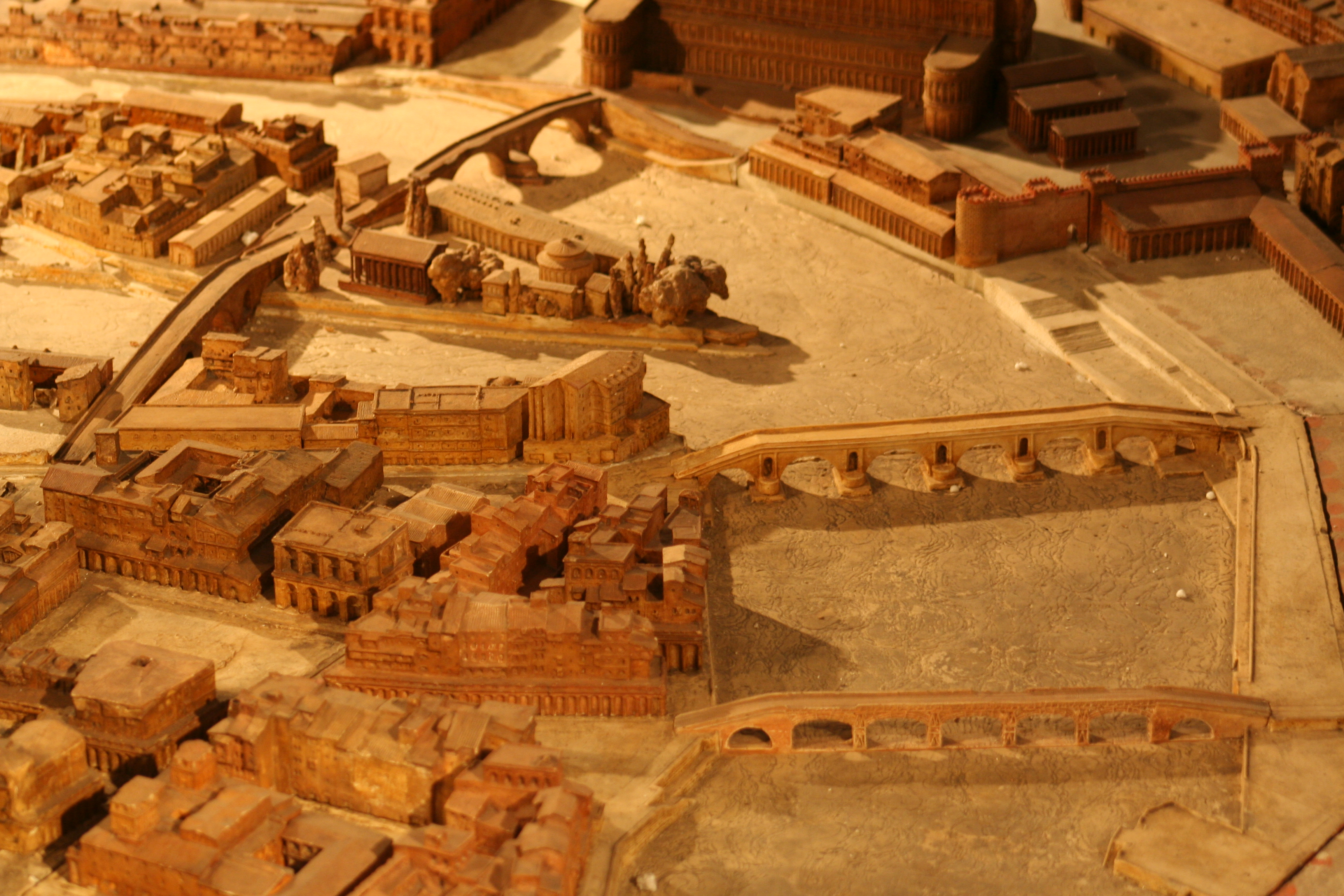
Палевий міст — перший праворуч (нижній) на макеті центру Риму.

Палевий міст (лат. Pons sublicius) — перший міст, зведений у Римі, про який до нас дійшли відомості. Споруджений через річку Тибр, між Бичим форумом (місцевість Велабр) і Трастевері четвертим римським царем, Анком Марцієм (625 до н. е.).
Згідно з описами римських істориків, при будівництві не використовувалися ні цвяхи, ні якісь інші залізні скріплення; для зв'язку частин мосту між собою використовувалися виключно дерев'яні нагелі. Багато разів руйнований, останній раз у 69, завжди швидко відновлювався у колишній, дерев'яній конструкції.